# Autographa tupa
Autographa tupa är en fjärilsart som beskrevs av Embrik Strand 1917. Autographa tupa ingår i släktet Autographa och familjen nattflyn. Inga underarter finns listade i Catalogue of Life.